# Landtagswahl in Nordrhein-Westfalen 1970
- SPD: 94
- FDP: 11
- CDU: 95

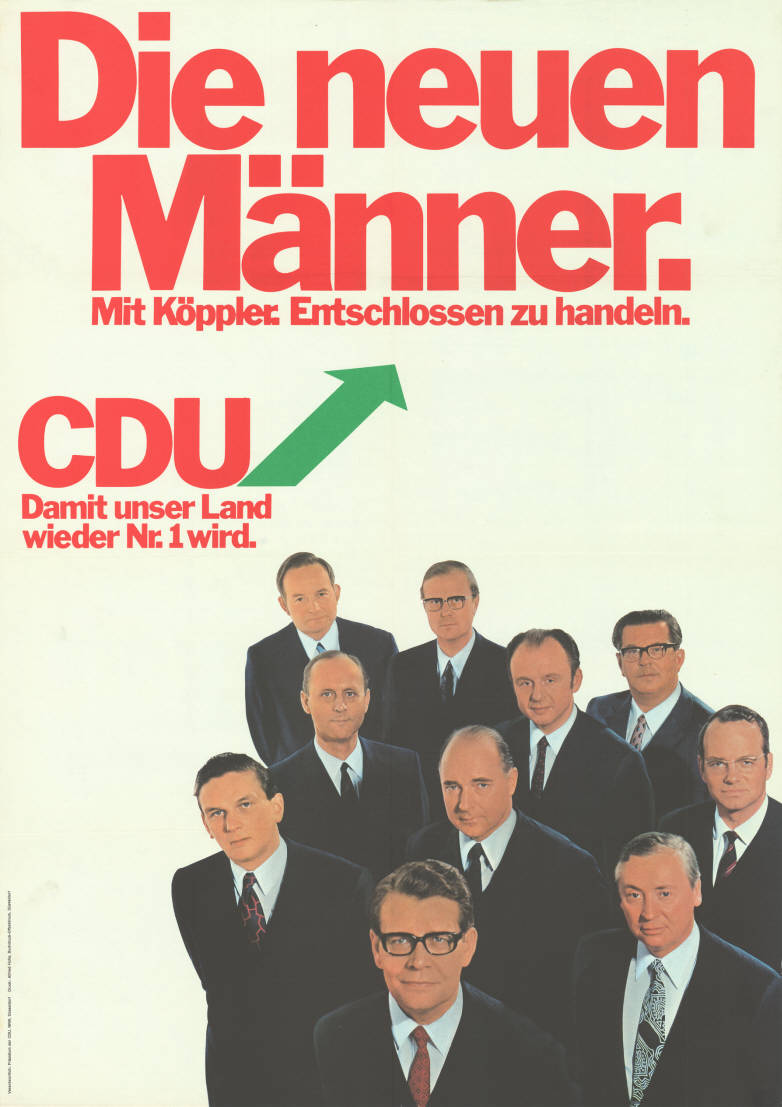
Die CDU-Schattenregierung

Die Wahl zum Landtag der 7. Wahlperiode von Nordrhein-Westfalen fand am 14. Juni 1970 statt. Es war die erste Wahl seit der Senkung des Wahlalters von 21 auf 18 Jahre und der Verlängerung der Legislaturperiode des Landtags auf 5 Jahre.

## Ausgangslage
Bei der Landtagswahl 1966 hatte die SPD mit 99 der 200 Sitze die absolute Mehrheit knapp verfehlt. Zunächst wurde die CDU/FDP-Koalition fortgesetzt. Aber schon am 8. Dezember 1966 wurde Heinz Kühn durch ein konstruktives Misstrauensvotum zum Ministerpräsidenten gewählt, der seither mit einer SPD/FDP-Koalition regierte.
Spitzenkandidat war bei der SPD erneut Ministerpräsident Heinz Kühn, bei der FDP Innenminister Willi Weyer. Spitzenkandidat der CDU war der Vorsitzende des CDU-Landesverbands Rheinland, Heinrich Köppler, nachdem der ursprünglich hierfür vorgesehene Josef Hermann Dufhues aus gesundheitlichen Gründen verzichtet hatte.

## Ergebnis
Die SPD/FDP-Koalition konnte trotz des Verlusts von Sitzen ihre Mehrheit halten. Die CDU wurde nach der deutlichen Niederlage von 1966 wieder knapp stärkste Fraktion. Die FDP verlor Stimmen, blieb aber im Gegensatz zu den gleichzeitigen Landtagswahlen in Niedersachsen und dem Saarland über 5 %.
Das Ergebnis auf Landesebene im Detail:
- Wahlberechtigte: 11.890.609
- Wähler: 8.739.940
- Wahlbeteiligung: 73,50 %
- Gültige Stimmen: 8.677.827

| Partei  | Stimmen absolut | Anteil in % | Wahl- kreisbe- werber | Direkt- man- date | Sitze |
| ------- | --------------- | ----------- | --------------------- | ----------------- | ----- |
| CDU     | 4.020.186       | 46,33       | 150                   | 65                | 95    |
| SPD     | 3.996.808       | 46,06       | 150                   | 85                | 94    |
| FDP     | 478.420         | 5,51        | 150                   |                   | 11    |
| NPD     | 94.043          | 1,08        | 142                   |                   |       |
| DKP     | 76.964          | 0,89        | 150                   |                   |       |
| Zentrum | 9.902           | 0,11        | 29                    |                   |       |
| UAP     | 1.504           | 0,02        | 25                    |                   |       |
| Total   | 8.677.827       |             | 796                   | 150               | 200   |

## Folgen
Die SPD/FDP-Koalition wurde fortgesetzt. Sie hatte zunächst rechnerisch 105 Sitze und 10 Sitze Mehrheit. Die FDP-Fraktion war jedoch gespalten. Die FDP-Abgeordneten Heinz Lange, Wilhelm Maas und Franz Mader waren Mitgründer der Nationalliberalen Aktion (NLA) und weigerten sich, Heinz Kühn erneut zum Ministerpräsidenten zu wählen.
Kühn wurde am 28. Juli mit nur 101 Stimmen wieder zum Ministerpräsidenten gewählt. Auf den CDU-Fraktionsvorsitzenden Heinrich Köppler entfielen 95 Stimmen, es gab vier Enthaltungen. Kurz danach kam es zum endgültigen Bruch von Lange, Maas und Mader mit der FDP, deren Fraktion sie am 9. Oktober 1970 verließen. Sie traten alle im Verlauf der Wahlperiode zur CDU über, da die NLA und die aus ihr hervorgegangene Deutsche Union bedeutungslos blieben. Damit verfügte die FDP nur noch über 8 Sitze und die SPD/FDP-Koalition über 102 der 200 Sitze. Die Sitzverteilung am Ende der Wahlperiode war: CDU 98, SPD 94, FDP 8.